# Estació d'Oleta-Canavelles
L'Estació d'Oleta - Canavelles (oficialment en francès Olette-Canaveilles-les-Bains) és una estació de ferrocarril de la línia de tren groc situada a la comuna d'Oleta, propera a la de Canavelles, totes dues de la comarca del Conflent, a la Catalunya del Nord.
Està situada al costat de migdia del centre de la població, rere mateix de l'església parroquial de Sant Andreu, al carrer de l'Estació (de la Gara).
| Procedència/Destinació                  | <      | Línia     | >    | Procedència/Destinació    |
| --------------------------------------- | ------ | --------- | ---- | ------------------------- |
| : Transport express régional            |        |           |      |                           |
| Vilafranca de Conflent - Vernet - Fullà | Joncet | Tren groc | Nyer | La Tor de Querol - Enveig |